# Atherigona dentifolia
Atherigona dentifolia är en tvåvingeart som beskrevs av Dike 1987. Atherigona dentifolia ingår i släktet Atherigona och familjen husflugor.
Artens utbredningsområde är Kenya. Inga underarter finns listade i Catalogue of Life.